# Mauro Moraes (músico)
Mauro Moraes, nascido em Uruguaiana, é um cantor, compositor e violonista nativista gaúcho. Em sua carreira foi premiado com 6 troféus Açorianos de Música. Em 1999, 2004, 2005 e 2007, venceu o prêmio nas categorias Melhor Compositor, Música Regional e Melhor Disco Regional.
Em 2002, foi homenageado na Câmara Municipal de Porto Alegre com o Prêmio Lupicínio Rodrigues, pelo conjunto de sua obra. Em 2014, foi homenageado pela Assembleia Legislativa do Rio Grande do Sul com a Medalha da 53ª Legislatura, pelo cumprimento de seus 30 anos de carreira. Em 2017, na 40ª Califórnia da Canção Nativa, foi homenageado com a Medalha da 54ª Legistatura. Mauro Moraes também possui dois Discos de Ouro pela gravadora USADISCOS, pelos álbuns De Bota e Bombacha, onde José Claudio Machado e Luiz Marenco interpretaram músicas suas, e Com Todas as Letras, que interpretou ao lado do grupo Quarteto Milongueamento.
Com a canção Feito o Carreto, foi premiado 7 vezes na 31ª Califórnia da Canção Nativa de Uruguaiana, em 2002, sendo agraciado com o Troféu Calhandra de Ouro.